# Moša Pijade
Moša Pijade (Beograd, 4. siječnja 1890. – Pariz, 15. siječnja 1957.) bio je srbijanski i jugoslavenski političar, prevoditelj, slikar, likovni kritičar i novinar židovskog podrijetla. Visoki državni i stranački dužnosnik FNRJ i član Komunističke partije Jugoslavije od 1920. Sudjelovao je u stvaranju odluka Drugog zasjedanja AVNOJ-a i prvog Ustava FNRJ. Nositelj Partizanske spomenice 1941., Ordena junaka socijalističkog rada i Ordena narodnog heroja.

## Životopis
Rođen je 1890. godine u Beogradu, u imućnoj židovskoj obitelji. Od 1906. do 1910. godine studirao je slikarstvo u Münchenu i Parizu. Od 1913. do 1915. godine, bio je nastavnik crtanja u Ohridu.
Početkom 1919. godine, pokrenuo je u Beogradu dnevni list "Slobodna reč". U članstvo Komunističke partije Jugoslavije primljen je 1. siječnja 1920. i odmah izabran za sekretara partijske organizacije "Dunav". Tada je počeo surađivati i u centralnom organu KPJ, "Radničke novine".
Sudjelovao je u radu Drugog kongresa KPJ, održanog u lipnju 1920. u Vukovaru. U kolovozu iste godine izabran je na listi KPJ, za zastupnika grada Beograda. Kada je, 1921. godine, Zakonom o zaštiti države zabranjen rad KPJ i uhićen njen Izvršni odbor, postaje član ilegalnog Izvršnog odbora i aktivno radi na stvaranju Nezavisnih radničkih sindikata i uređuje sindikalni glasnik "Organizirani radnik". Ponovo pokreće "Slobodnu reč" kao tjedni list koji je u stvarnosti bio legalni časopis KPJ.
Godine 1922. predstavljao je KPJ na Drugoj konferenciji Balkanske komunističke federacije u Sofiji. U vrijeme kada je njegova stranka iz ilegale tražila legalne forme političkog rada, krajem 1922. godine priprema osnivanje Nezavisne radničke partije Jugoslavije. Kada je ona 1923. godine osnovana, uređivao je i časopis ove partije, nazvan "Radnik", a kada su ga vlasti zabranile počeo je izdavati i uređivati list "Okovani radnik".
Godine 1925., bio je uhićen i isprva osuđen na 20 godina kazne, koja mu je zatim snižena na 12 godina. Kaznu je služio u Srijemskoj Mitrovici i Lepoglavi. Zbog političke aktivnosti u zatvoru, kazna mu je produžena za još dvije godine. Tijekom robijanja, on i Rodoljub Čolaković preveli su mnoga klasična djela marksizma, poput Marxovog "Kapitala" i "Komunističkog manifesta", "Bijedu filozofije" i "Uvod u kritiku političke ekonomije". U lepoglavskoj kaznionici, 1930. godine upoznao je Josipa Broza.
Godine 1939., konačno je pušten iz zatvora, nakon 14 godina robijanja. Međutim, u siječnju 1940. je ponovno uhićen zbog komunističke djelatnosti i zatvoren u koncentracijski logor kod Bileće. Tamo je bio do travnja iste godine, kada je logor zatvoren. Na Petoj zemaljskoj konferenciji KPJ bio je izabran za člana Centralnog komiteta.
Nakon okupacije Jugoslavije 1941., postao je član Vrhovnog štaba NOPOJ. Godine 1942., napisao je "Fočanske propise", kojima je regulirana organizacija i djelovanje partizanskih postrojbi i Narodnooslobodilačkih odbora. U studenom 1943. u Jajcu osniva Tanjug (Telegrafsku agenciju nove Jugoslavije).
Poslije rata je bio predsjednik Skupštine FNRJ od 1954. do 1957. godine. Na Petom i Šestom kongresu KPJ, bio je biran za člana Politbiroa CK KPJ.
Preminuo je 15. ožujka 1957. godine u Parizu, prilikom povratka iz Londona, na čelu jugoslavenske parlamentarne delegacije. Pokopan je u Grobnici narodnih heroja u Beogradu.